# 만프레트 슈미트
만프레트 슈미트(독일어: Manfred Schmid, 1944년 6월 6일 ~ )는 오스트리아의 전직 루지 선수이다. 그는 1968년 그르노블 동계 올림픽때 남자 단식에서 금메달을 땄고, 남자 복식에서 은메달을 땄다.
슈미트는 FIL 세계 루지 선수권 대회에서 7개의 메달을 획득했다. 또한 그는 FIL 유럽 루지 선수권 대회에서 5개의 메달을 획득했다.
슈미트는 1977-78년 루지 그랑프리 남자 단식에서 종합 3위를 했다.